# Østjylland
Østjylland är en landsdel på Jylland i Danmark, och avser området kring Århus i regionen Midtjylland. Speciellt kusttrakten, med Århus kommun, är tätbebyggd. Från Skanderborg i söder till Studstrup i norr är det cirka 40 kilometer med tätorter som delvis hänger samman. Till stor del överensstämmer Østjylland med före detta Århus amt. Landsdelen omfattar elva kommuner, och räknas statistiskt sett som ett NUTS 3-område. 

## Østjyllands kommuner

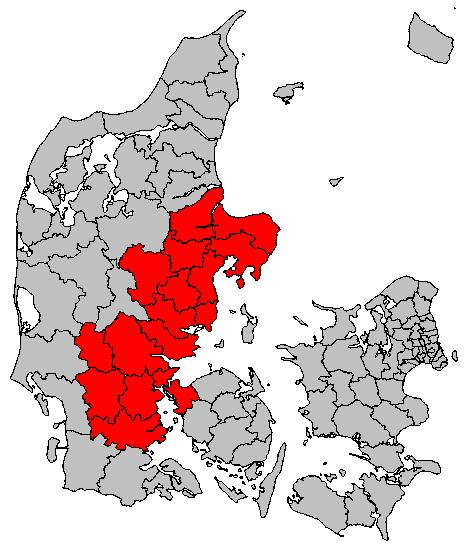
Byregion Østjylland markerat med rött.

| Kommuner           | Invånarantal 1 januari 2007 | Landareal km² | Befolkningstäthet |
| ------------------ | --------------------------- | ------------- | ----------------- |
| Århus kommun       | 296 170                     | 468,87        | 631,67            |
| Randers kommun     | 92 984                      | 746,35        | 124,58            |
| Silkeborg kommun   | 86 540                      | 864,89        | 100,06            |
| Horsens kommun     | 79 020                      | 515,22        | 153,37            |
| Skanderborg kommun | 55 328                      | 462,45        | 119,64            |
| Favrskov kommun    | 45 037                      | 540,86        | 83,27             |
| Hedensted kommun   | 44 892                      | 551,54        | 81,39             |
| Syddjurs kommun    | 41 003                      | 696,34        | 58,88             |
| Norddjurs kommun   | 38 333                      | 721,19        | 53,15             |
| Odder kommun       | 21 469                      | 225,13        | 95,36             |
| Samsø kommun       | 4 130                       | 114,26        | 36,15             |
| Østjylland, totalt | 804 878                     | 5 907,10      | 136,26            |

## Byregion Østjylland
Som ett led i regionens planering för kommunikationer, sysselsättning och miljö har man börjat ta steg mot ett närmare samarbete mellan de olika kommunerna i området, under benämningen Byregion Østjylland. Man har till och med börjat tala om den östjylländska miljonstaden, Den Østjyske Millionby, vilket gör anspråk på att beskriva ett storstadsområde med över en miljon invånare, med Århus som huvudort. Man bör notera att denna definition för närvarande[när?] är under utveckling och används primärt i planeringssyfte och marknadsföring. Den östjylländska miljonstaden omfattar Østjylland, exklusive Samsø kommun men inklusive ytterligare sju kommuner (huvudsakligen i före detta Vejle amt). Avstånden är för långa för arbetspendling mellan ytterdelarna, Randers–Haderslev 160 km. Man kan se det som två intilliggande storstadsregioner, Århus–Randers (Business Region Aarhus) och Vejle–Kolding–Fredericia (Trekantområdet), eftersom även Århus–Vejle är för långt för de flesta att arbetspendla, 70 km. De har också var sin flygplats, Billund och Århus och ligger i var sin region Region Mittjylland och Region Syddanmark.
| Kommuner                   | Invånarantal 1 januari 2007 | Landareal km² | Befolkningstäthet | Region      |
| -------------------------- | --------------------------- | ------------- | ----------------- | ----------- |
| Århus kommun               | 296 170                     | 468,87        | 631,67            | Mittjylland |
| Vejle kommun               | 104 101                     | 1 066,17      | 97,64             | Syddanmark  |
| Randers kommun             | 92 984                      | 746,35        | 124,58            | Mittjylland |
| Kolding kommun             | 87 183                      | 611,57        | 142,56            | Syddanmark  |
| Silkeborg kommun           | 86 540                      | 864,89        | 100,06            | Mittjylland |
| Horsens kommun             | 79 020                      | 515,22        | 153,37            | Mittjylland |
| Haderslev kommun           | 56 275                      | 812,64        | 69,25             | Syddanmark  |
| Skanderborg kommun         | 55 328                      | 462,45        | 119,64            | Mittjylland |
| Fredericia kommun          | 49 260                      | 134,46        | 366,35            | Syddanmark  |
| Favrskov kommun            | 45 037                      | 540,86        | 83,27             | Mittjylland |
| Hedensted kommun           | 44 892                      | 551,54        | 81,39             | Mittjylland |
| Vejen kommun               | 41 882                      | 814,36        | 51,43             | Syddanmark  |
| Syddjurs kommun            | 41 003                      | 696,34        | 58,88             | Mittjylland |
| Norddjurs kommun           | 38 333                      | 721,19        | 53,15             | Mittjylland |
| Middelfart kommun          | 36 771                      | 299,93        | 122,60            | Syddanmark  |
| Billund kommun             | 26 133                      | 536,51        | 48,71             | Syddanmark  |
| Odder kommun               | 21 469                      | 225,13        | 95,36             | Mittjylland |
| Østjyske millionby, totalt | 1 202 381                   | 10 068,48     | 119,42            |             |
| Inom Region Mittjylland    | 800 776                     | 5 793         | 138,2             |             |
| Inom Region Syddanmark     | 368 494                     | 4 072         | 90,5              |             |